# Nei-Teukez Corona
La Nei-Teukez Corona è una struttura geologica della superficie di Venere.